# Stellaria nitens
Stellaria nitens är en nejlikväxtart som beskrevs av Thomas Nuttall. Stellaria nitens ingår i släktet stjärnblommor, och familjen nejlikväxter. Inga underarter finns listade i Catalogue of Life.